# Gante-Wevelgem 1973
La Gante-Wevelgem 1973 fue la 35ª edición de la carrera ciclista Gante-Wevelgem y se disputó el 3 de abril de 1973 sobre una distancia de 250 km.  
El belga Eddy Merckx (Molteni) se impuso en la prueba al sprint al imponerse a su compañero de fuga y compatriota Frans Verbeeck. Walter Planckaert completó el podio. 

## Clasificación final
| Posición | Ciclista           | Equipo                     | Tiempo    |
| -------- | ------------------ | -------------------------- | --------- |
| 1        | Eddy Merckx        | Molteni                    | 5h 30'00" |
| 2        | Frans Verbeeck     | Watney-Maes Pils           | m.t.      |
| 3        | Walter Planckaert  | Watney-Maes Pils           | a 55"     |
| 4        | Walter Godefroot   | Flandria-Carpenter-Shimano | m.t.      |
| 5        | Freddy Maertens    | Flandria-Carpenter-Shimano | m.t.      |
| 6        | Frans Mintjens     | Molteni                    | m.t.      |
| 7        | Eric Leman         | Bic                        | m.t.      |
| 8        | Roger Rosiers      | Flandria-Carpenter-Shimano | m.t.      |
| 9        | Joseph Abelshausen | IJsboerke-Bertin           | a 6'04"   |
| 10       | Eddy Peelman       | Rokado                     | m.t.      |